# Johanna Catharina (plantage)
Johanna Catharina, ook wel Joanna Catharina, in Sranantongo: Steckri, is een voormalige plantage aan de Saramacca-rivier in de kolonie Suriname. De door de slaven aan de plantage Johanna Catharina gegeven naam "Steckri" herinnert waarschijnlijk aan de achternaam van de eerste eigenaar Jacob Stockel.

## Plantage
De plantage was gelegen aan de Beneden-Saramacca, in het afvaren rechts; grenzend stroomopwaarts aan de kostgrond Voorzorg, stroomafwaarts aan koffieplantage De Morgenster (consessies/percelen 170 en 172). Men teelde op de plantage Johanna Catharina koffie en cacao (1819 - 1859) en later suiker en cacao (1863).  
In het jaar 1825 waren er op deze plantage 177 slaven werkzaam. Voor deze 177 slaven moest door de eigenaar(s) een totaal van Fl. 1327,10 gulden (177 slaven x Fl. 7,50 gulden) per jaar worden betaald. Dit "Hoofdgeld" (ook wel "Kopgeld" genoemd) was een door de overheid ingestelde belasting op het aantal slaven wat men in bezit had.
De James Kreek lag op de plantage Johanna Catharina (tussen de twee concessies/percelen 178 en 180) en stroomde vanaf de plantage in de Saramacca rivier.
In 1832 was de plantage 1.500 Surinaamse akkers groot, ongeveer 644 hectare. De cacaoproductie in Suriname bedroeg gemiddeld 199 kilogram per cacao-akker, met een groot verschil tussen goede en slechte jaren, bv als gevolg van de krullotenziekte. Deze ziekte heerste in Suriname op de cacaoplantages tussen 1895 en 1904. Op de plantage Johanna Catharina, ter illustratie, was de productie (in balen van 100 kilogram) in 1889: 425, in 1892: 186 en in 1895: 481 balen.
Volgens Marten Douwes Teenstra (1775-1864) was de plantage Johanna Catharina 3.500 akkers groot, bestaande uit zeven concessies/percelen: 174, 176, 178, 180, 182, 184, 186.

## Eigendomssituaties
(naar jaar)
- 1798: De uit Duitsland afkomstige Jacob Stockel (geboren in 1752) wordt de eerste eigenaar (en oprichter) van de plantage Johanna Catharina. Hij doet dat via een "warrand" van 1.500 akkers (concessies/percelen 174, 176 en 178) samen met 1.000 akkers (concessies/percelen 180 en 182). Deze laatste 1.000 akkers staan op naam van zijn vrouw Johanna Christina Margaretha Stockel-Hirsch. Zijn vrouw is in 1798 ook aangesteld als "regentesse" van het Diakoniehuis. Jacob Stockel bezit in 1807 ook meerdere woningen in Paramaribo, waaronder twee woningen in de Heerenstraat (nummers 18 en 19).[5] Verder was hij jarenlang op meerdere plantages werkzaam als administrateur en was hij in 1798 ouderling van de Luthersche kerkenraad. Zie de Surinaamsche Almanak uit 1798. Jacob Stockel (ook vaak geschreven als Stöckel) is in 1809 op 57 jarige leeftijd overleden en werd in 1809 begraven op de plantage Beekhuizen.[6] Op zijn grafsteen stond een lovend grafschrift.[7]
- 1818: Johanna Christina Margaretha Pepin, geboren Hirsch, sinds 1809 weduwe van Jacob Stockel. In hetzelfde jaar 1818 was als plantageadministrateur aangesteld de uit Duitsland afkomstige Carl Ludwig Weissenbruch (1775-1832) en als plantagedirecteur Johannes (Jan) Fredrik (1771-1831). Volgens de Surinaamsche Almanak uit 1818 was Johannes (Jan) Fredrik tevens diaken van de benedenrivieren binnen de Katholieke Kerk in Suriname. Verder was J. Fredrik in 1825 directeur (en eigenaar) van de 500 akkers grote houtplantage Gruttie (concessie/perceel 155) met 12 slaven aan de Saramacca-rivier (links bij het afvaren). Bij zijn overlijden in 1831 was hij tevens directeur van de koffieplantage Leeverpoel aan de Cottica-rivier (rechts bij het afvaren).
- 1824: Pierre Francois Pepin, wonende te Parijs, weduwnaar van Johanna Christina Margaretha Pepin, geboren Hirsch.
- 1863: Elisa Desirée Pepin, echtgenote van Charles Marie Calombet, wonende te Parijs.
- 1929: Theodoor Brouwers, wonende op plantage Accaribo.

## Emancipatie
Bij de afschaffing van de slavernij in Suriname in 1863 werden op Johanna Catharina 148 slaven vrijgemaakt, waarbij 41 nieuwe familienamen werden geboekstaafd, te weten: 
Amstel, Benks, Bergs, Brandin, Brons, Dandel, Dennen, Dens, Dolk, Domein, Dunsel, Fabies, Fallan, Gina, Goela, Guerre, Hanbek, Haft, Hybo, Luide, de Meer, Murg, Mijl, Najers, Nantes, Noot, Pelham, Rees, Schot, Sebilon, Spier, Stulk, Tan, Teems, Tilon, Tong, Vorm, Zang, Zeeland, Zeen, Zorg.
Op basis van het slavenborderel (folio nummer 845) ontving de plantage eigenaresse Elisa Desirée Pepin in 1863 van de Nederlandse regering een bedrag van 148 slaven x Fl. 300 gulden is totaal Fl. 44.400 gulden. 
De 148 "vrijgemaakte" slaven ontvingen niets en moesten verplicht van de overheid nog tien jaar langer plantagewerk blijven verrichten onder staatstoezicht (1863-1873).

## Afbeeldingen

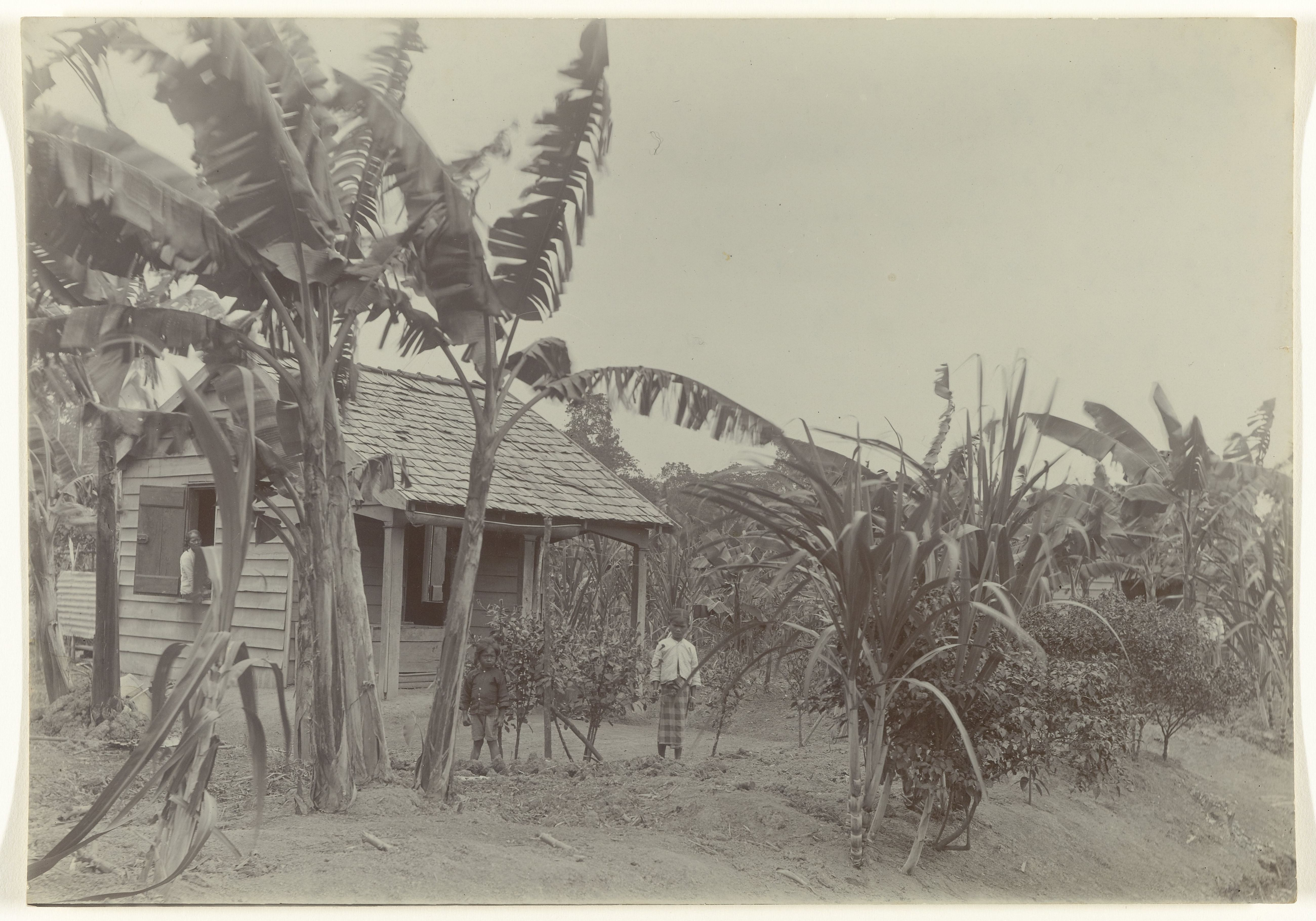
Arbeiderswoning te midden van bananenbomen op plantage Johanna-Catharina, met twee poserende mensen.
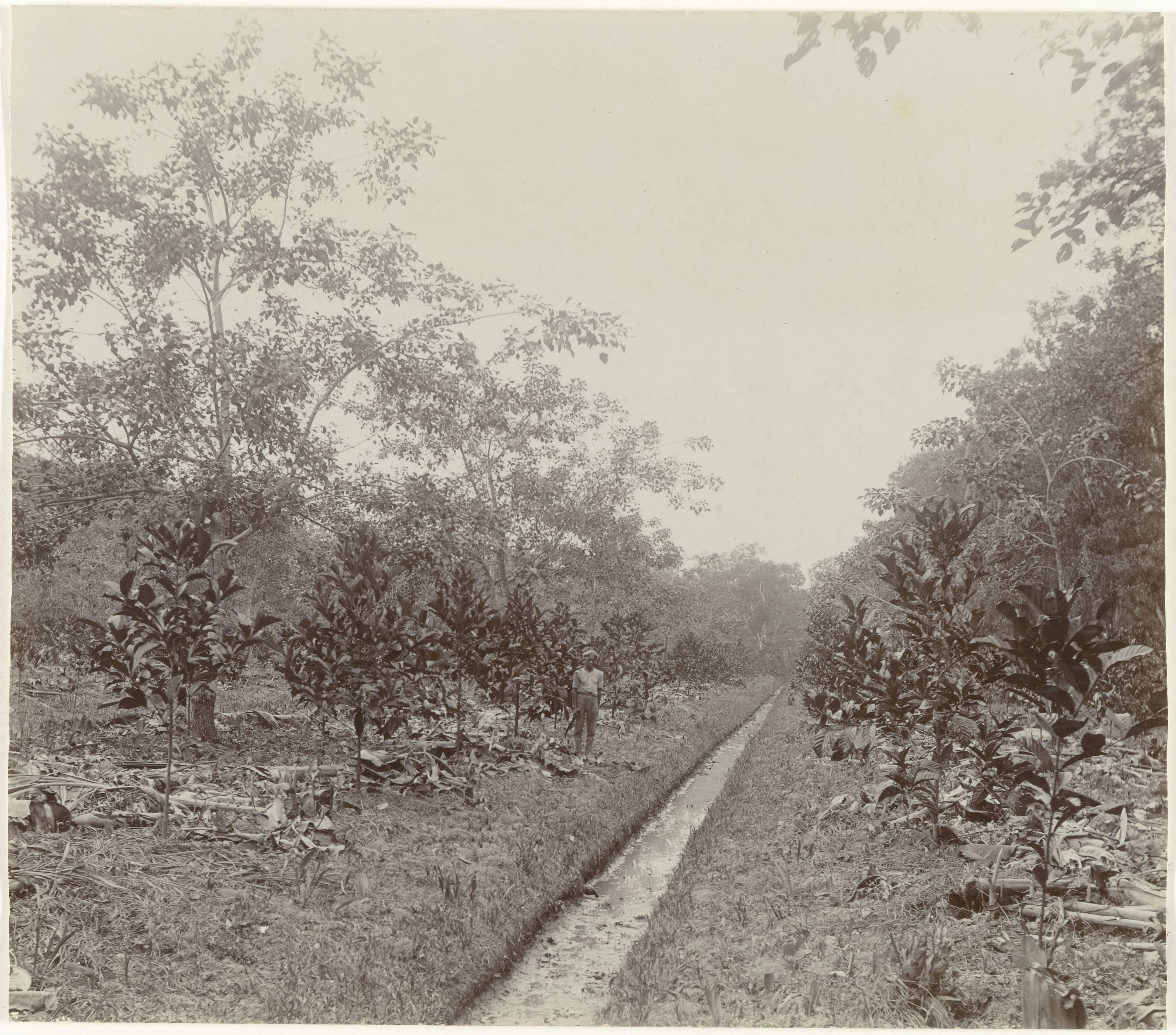
Veld no 22 met jonge koffieplanten; aanplant van maart 1918 op Johanna-Catharina. Links langs de sloot een arbeider.
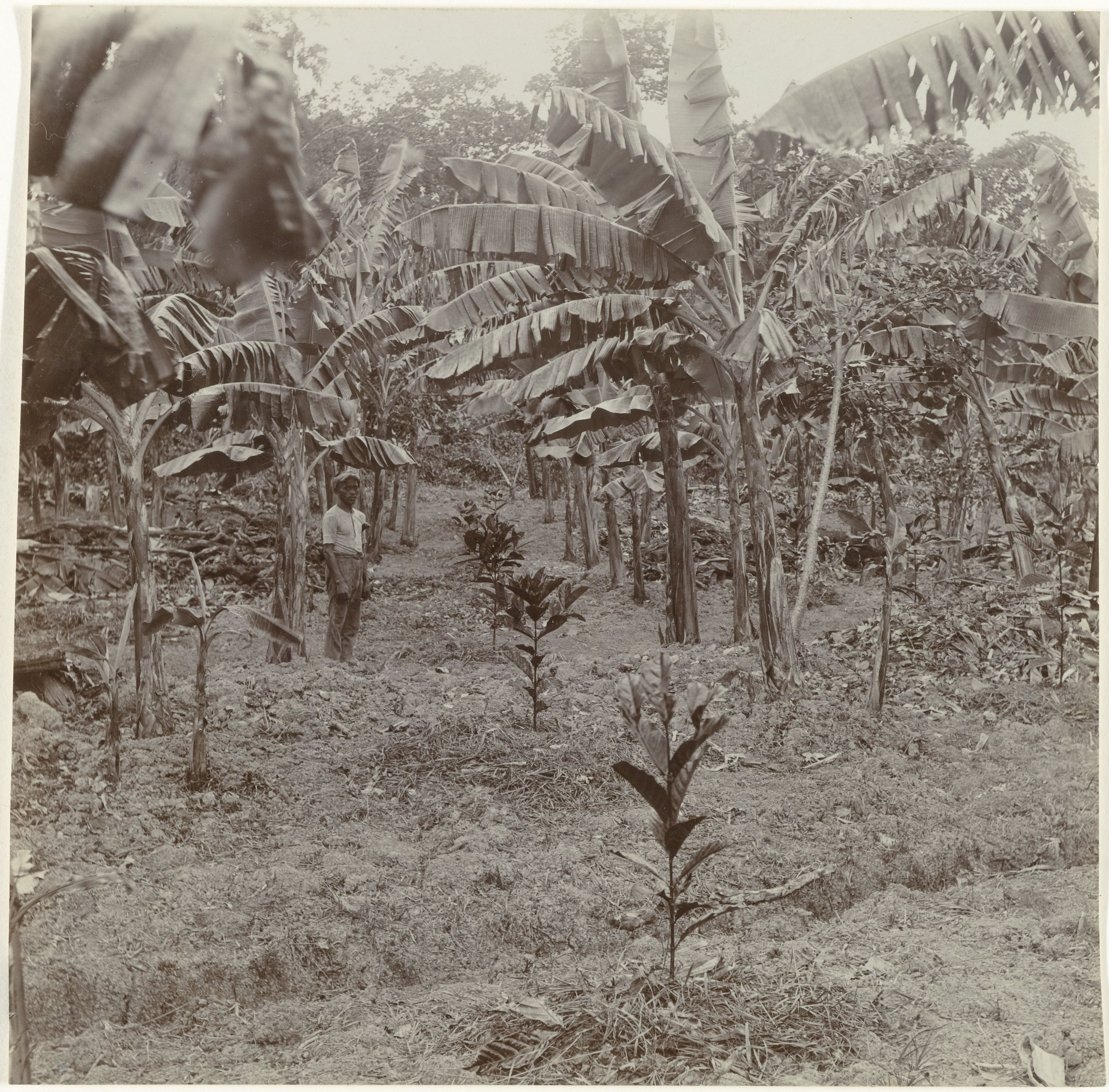
Bananenplanten, mogelijk Johanna-Catharina, met links een arbeider tussen de planten. Rond 1910 vond Theodoor Brouwers, die deze foto maakte, werk op plantage Accaribo en in 1929 werd hij er eigenaar. De familie Brouwers woonde op Accaribo van 1911 tot 1932.
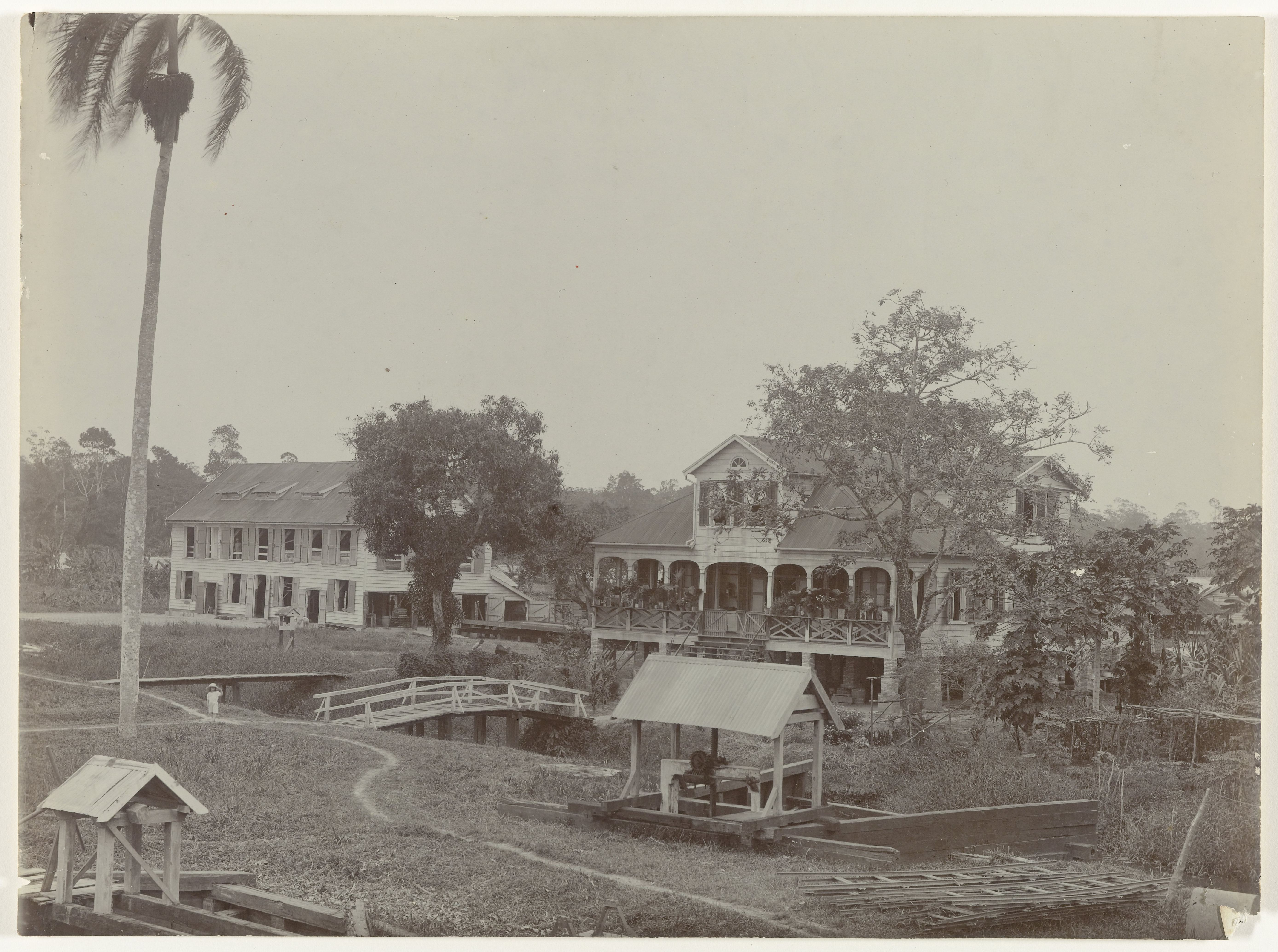
Johanna-Catharina aan de overzijde van een vaart. Het meisje links op de foto is Doortje Brouwers, de dochter van planter Theodoor Brouwers.
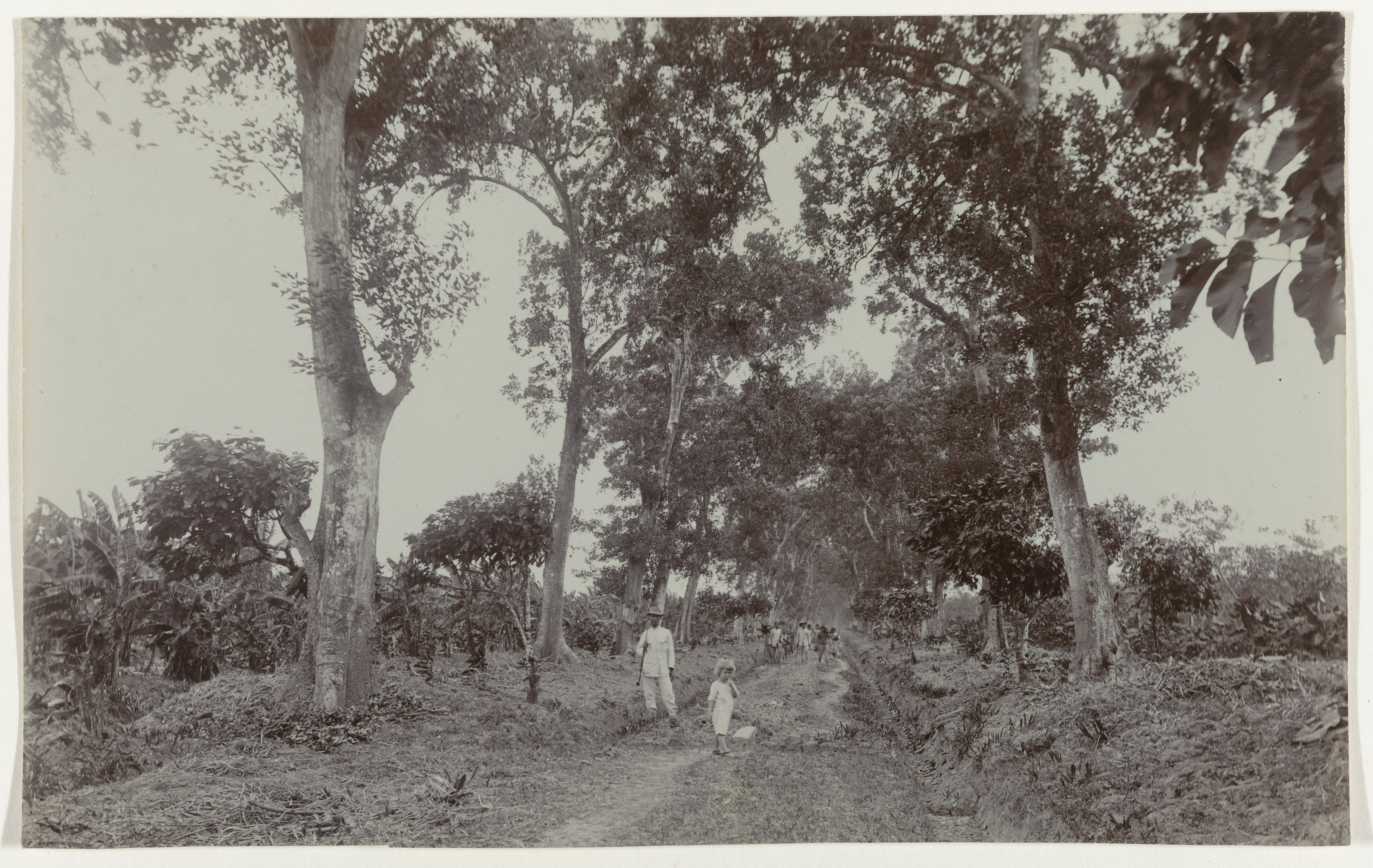
Dora Brouwers in een laan op plantage Johanna-Catharina.